# Pterospondylus
Pterospondylus là một chi khủng long, được Jaekel mô tả khoa học năm 1913.